# Mikołaj Bondarenko-Pawlak
Mikołaj Bondarenko (od 1941: Mikołaj Pawlak) pseud. Ryszard (ur. 28 kwietnia 1907 w Warszawie, zm. 11 września 1963 w Krakowie) – działacz komunistyczny, kierownik Wydziału Antymilitarystycznego przy KC KZMP, sekretarz okręgowy KZMP Warszawa-Podmiejska i Częstochowa-Piotrków Trybunalski.

## Życiorys

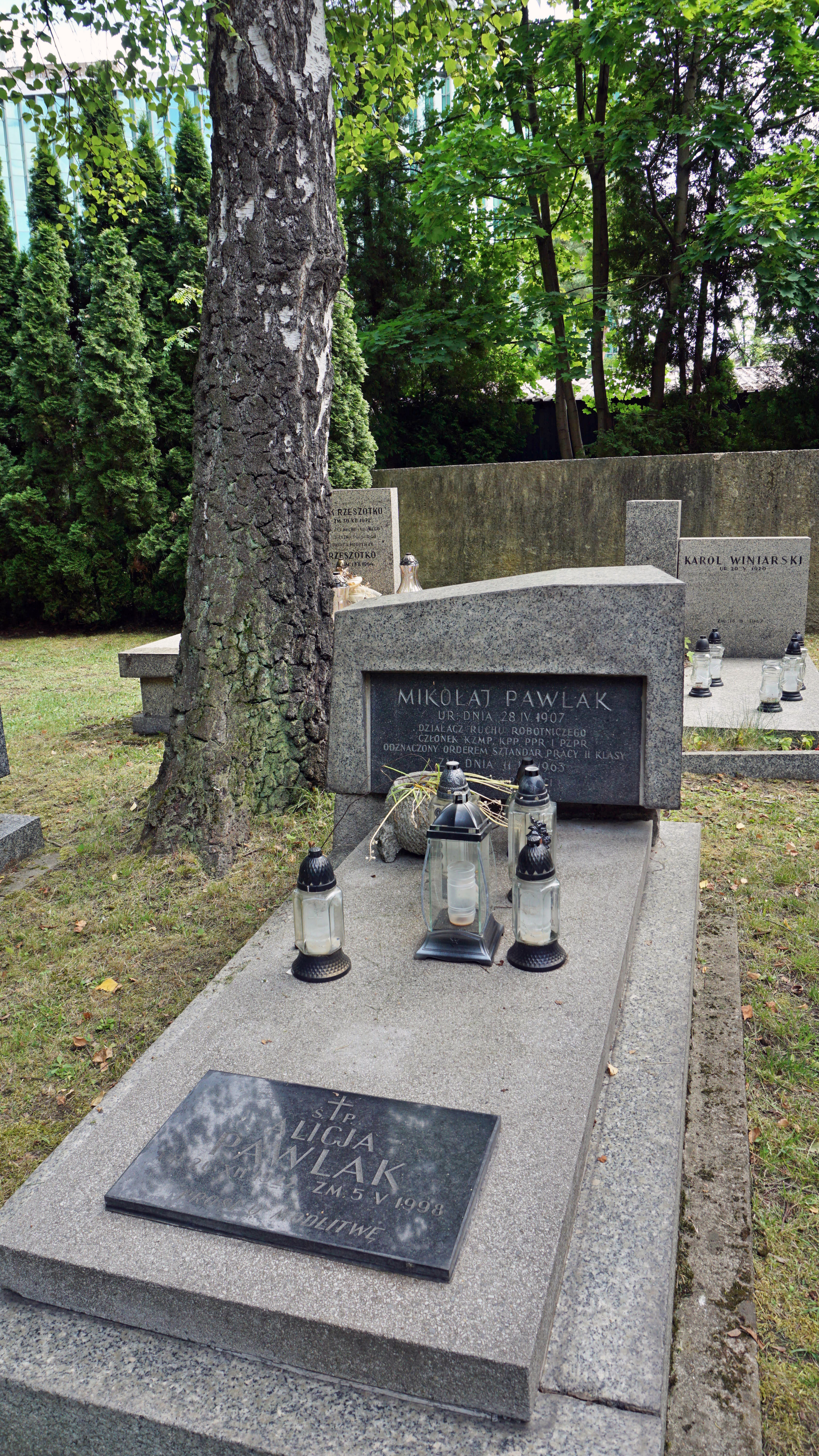
Grób Mikołaja Bondarenko-Pawlaka na cmentarzu Rakowickim w Krakowie

Był synem Aleksego, robotnika ukraińskiego pochodzenia. Skończył szkołę podstawową i pracował w zakładach budowlanych w Sosnowcu. Od 1925 członek Związku Młodzieży Komunistycznej (ZMK), sekretarz komórki. W 1926 zwolniony z pracy za działalność komunistyczną, w maju 1926 wybrany do Komitetu Dzielnicowego (KD) ZMK w Sosnowcu, od października 1926 członek Wydziału Zawodowego przy Komitecie Okręgowym (KO) ZMK Zagłębia Dąbrowskiego. W obawie przed aresztowaniem na kilka miesięcy przeniósł się do Warszawy, po powrocie do Zagłębia 7 maja 1927 został aresztowany i skazany na rok więzienia, po zwolnieniu został sekretarzem KD ZMK w Sosnowcu i członkiem egzekutywy KO ZMK Zagłębia. Styczeń 1930 aresztowany i 26 lutego 1930 skazany na 3 lata więzienia. W 1932 wypuszczony z więzienia w Mysłowicach i wrócił do Warszawy, gdzie został sekretarzem KO KZMP Warszawa-Podmiejska, później na krótko Częstochowa-Piotrków. Później został kierownikiem Wydziału Antymilitarystycznego przy KC KZMP w Warszawie. Od 1933 działacz KPP, był okręgowcem w Siedlcach, Lublinie i Krakowie. 
W 1933, 1934 i 1936 był aresztowany i na kilka miesięcy osadzany w więzieniach, po likwidacji KPP w sierpniu 1938 został giserem w Sosnowcu i działał tam w Związku Zawodowym Metalowców i Robotniczej Spółdzielni Spożywców. Na początku 1939 osadzony w obozie w Berezie Kartuskiej. 1 września 1939 został zmobilizowany, brał udział w wojnie obronnej. Później udał się do ZSRR, był giserem na Zaporożu. Po ataku Niemiec na ZSRR 22 czerwca 1941 wywieziony do obozu w Republice Komi, wrzesień 1941 wstąpił do armii Andersa, z którą w 1942 opuścił ZSRR i brał udział w walkach, m.in. w maju 1944 pod Monte Cassino. 
Po wojnie przebywał w Anglii, skąd wrócił do kraju w 1947 i wstąpił do PPR. Od czerwca 1947 instruktor organizacyjny w Komitecie Miejskim (KM) PPR w Krakowie, luty-grudzień 1948 I sekretarz Komitetu Powiatowego (KP) PPR w Tarnowie, w grudniu 1948 był delegatem na I Zjazd PZPR. XI 1949 - 1956 I sekretarz KM PZPR w Krakowie, od 1950 do 1956 równocześnie członek egzekutywy Komitetu Wojewódzkiego (KW) PZPR w Krakowie i członek prezydium krakowskiej Miejskiej Rady Narodowej (MRN). 
Od 1957 na rencie dla zasłużonych, odznaczony wieloma polskimi i zagranicznymi orderami, m.in. Orderem Sztandaru Pracy II klasy, Krzyżem Pamiątkowym Monte Cassino i Gwiazdą Italii.